# Сирська Буда
Сирська Буда (трансліт.: Syrskaja Buda; біл. Сырская Буда; рос. Сырская Буда) — село у Корм'янському районі Гомельської області Республіки Білорусь. Входить до складу Барсуковської сільської ради.

## Населення

### Численність
- 2004 рік — 21 господарство, 45 жителів.

### Динаміка
- 1881 рік — 34 дворів, 255 жителів.
- 1897 рік — 50 дворів, 334 жителі (згідно з переписом).
- 1909 рік — 55 дворів, 401 житель.
- 1959 рік — 173 жителі (згідно з переписом).
- 2004 рік — 21 господарство, 45 жителів.

## Відомі особи
- Олесь Остапенко (1920 — 1970) — білоруський поет, літературознавець.